# Ballycarbery Castle
Ballycarbery Castle (irisch Caisleán Bhaile Uí Chairbre) ist eine Burgruine 3 km von Cahersiveen im irischen County Kerry. Die Ruine liegt auf einem grasbewachsenen Hügel über dem Meer. Nicht weit entfernt davon liegen Cahergall Fort und Leacanabuaile Fort.

## Geschichte
Schon 1398 gab es an dieser Stelle eine Art Residenz, aber die heute sichtbaren Ruinen stammen aus dem 16. Jahrhundert. Einige Quellen bezeichneten damals die Burg als den McCarthy Mors gehörig, aber man weiß nicht, ob sie tatsächlich dieser Familie oder deren Aufsehern, den O’Connells, gehörte. Nach dem Tod von Donal McCarthy Mor fiel sie an Sir Valentine Browne. 1652, in den Kriegen der drei Königreiche, wurde Ballycarbery Castle von parlamentaristischen Truppen mit Kanonen beschossen. Im 18. Jahrhundert wurde an der Mauer der Scheune ein Haus errichtet, in dem die Familie Lauder wohnte. Dieses Haus wurde Anfang des 20. Jahrhunderts wieder abgerissen.

## Beschreibung
Die Burg war mit einer hohen Mauer umgeben, von der nur noch weniger als die Hälfte erhalten ist. Entlang dem Fuß des heutigen Mauerrestes sind Schießscharten angebracht. In einem Teil der Mauer befindet sich eine Treppe, die aber nur schwierig zugänglich ist.
Das Erdgeschoss der Burg bestand aus mehreren Räumen, aber heute ist nur noch ein Raum mit Wänden und Dach erhalten. Es ist ein großer Raum mit ziemlich hohem Dach; in einer Ecke führt eine Treppe nach oben. Es gibt zwei Treppen, die ins 1. Obergeschoss führen und einen Weg auf der Rückseite der Burg hinauf, da die gesamte Rückwand der Burg fehlt. Eine der Treppen ist noch in der vollen Höhe des Erdgeschosses erhalten und in sehr gutem Zustand. Zur anderen gelangt man von außerhalb des Raumes, und diese ist leicht beschädigt. Das erste Obergeschoss ist mit Gras bedeckt und besitzt noch einige Fenster und einige, kleine Räume, aber es ist größtenteils offen. Das erste Obergeschoss ist der höchste, noch erreichbare Teil der Burgruine, da die Stufen zum zweiten Obergeschoss an der heute fehlenden Rückwand des Gebäudes angebracht gewesen sein müssen.
Bis etwa 2017 konnte man auf dem Burggelände herumgehen und die Ruinen erklettern. Aber die Burgruine liegt auf Privatgrund und der Besitzer hat vor Kurzem den Zugang zur Burg gesperrt. So können Besucher heute nur noch das Gebäude von einem kleinen Parkplatz etwa 200 Meter vor der Burg bewundern.

## Galeriebilder

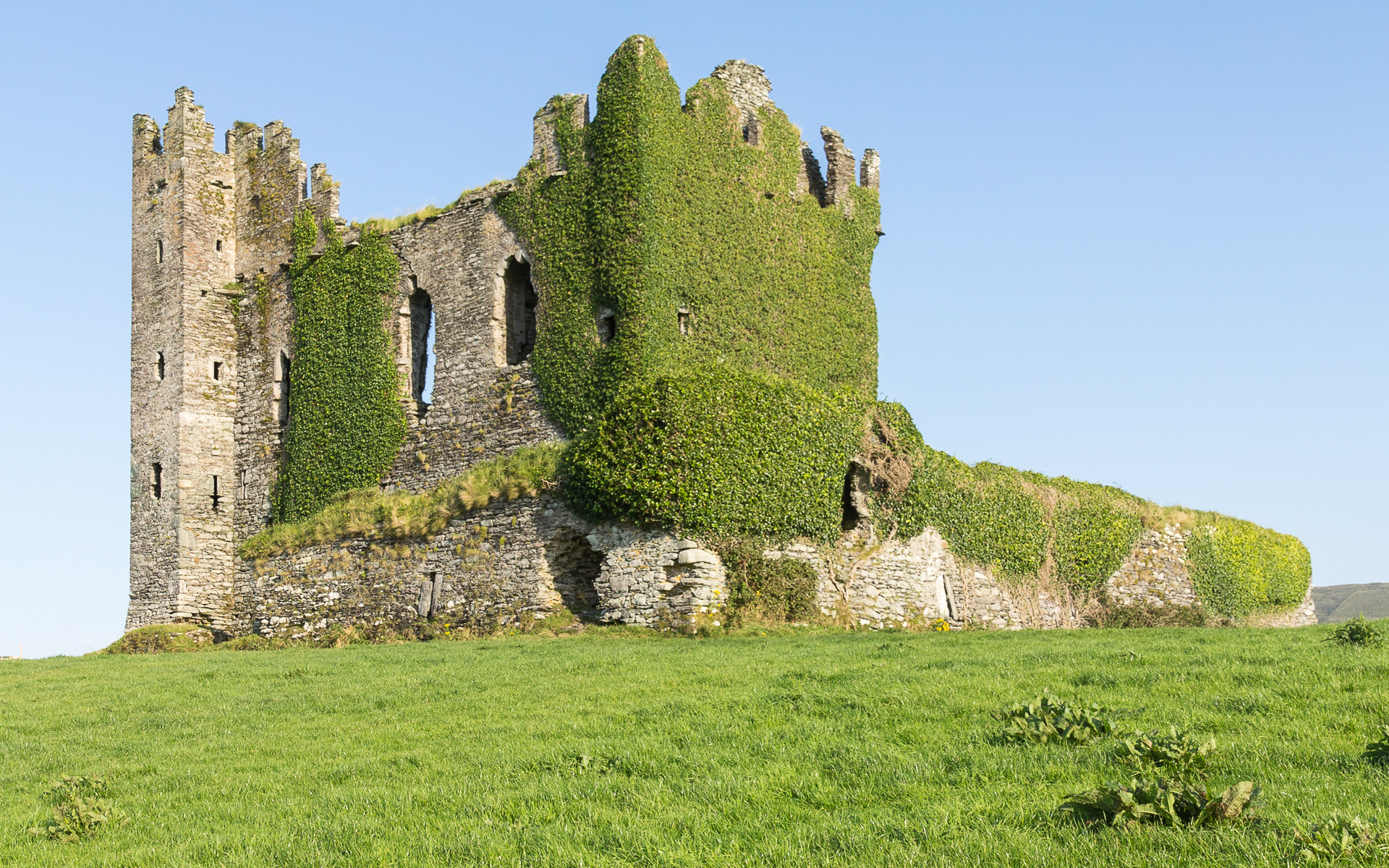
Ballycarbery Castle
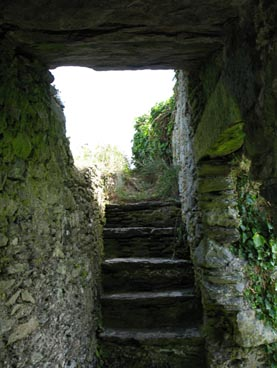
Treppe im Mauerrest
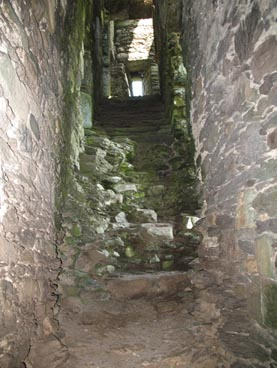
Beschädigte Treppe
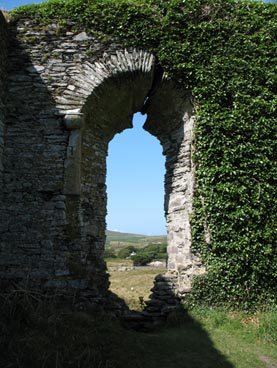
Fenster im 1. Obergeschoss
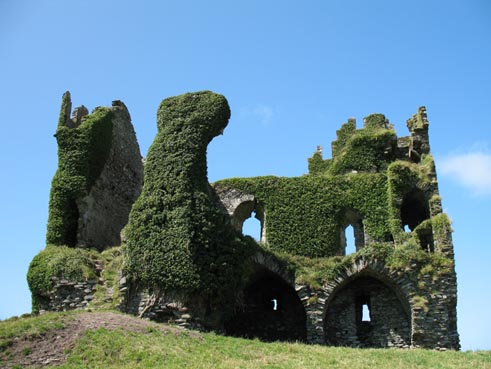
Rückseite von Ballycarbery Castle